# DIC (企業)
DIC株式会社（ディーアイシー、DIC Corporation）は、東京都中央区日本橋に本社（登記上の本店は板橋区）を置く化学メーカー。主力製品は印刷インキ、有機顔料、合成樹脂。2008年に大日本インキ化学工業株式会社（だいにっぽんインキかがくこうぎょう、Dainippon Ink and Chemicals, Inc）より社名変更した。

## 概要
DIC株式会社は印刷インキ、有機顔料、PPSコンパウンドで世界トップシェアの化学メーカーである。創業以来の事業である印刷インキとその原材料である有機顔料と合成樹脂をもとに事業を拡大し、PPSコンパウンド、液晶材料、工業用粘着テープ、機能性顔料、包装用接着剤、アクリル樹脂、ウレタン樹脂、エポキシ樹脂、不飽和ポリエステル樹脂、フッ素化学品、改質剤、アルキルフェノール、硫黄系石油添加剤、金属石鹸、繊維着色剤、機能性コンパウンド、インクジェットインキ、食品包装用フィルム、特殊磁気テープ、プラスチック成型品、中空糸膜モジュール、ヘルスケア食品（スピルリナ）などの幅広い事業を展開する。
日本トップシェアの色見本帳DICカラーガイドはデザインやグラフィック、ファッション、インテリア業界などに幅広く利用されている。
他の国内印刷インキメーカーに先駆けて海外進出を果たし、1986年に米国サンケミカル社のグラフィックアーツ材料部門を買収、1999年に仏国トタルフィナ社のインキ部門(コーツ)を買収などにより、全世界に活動拠点を拡大し、現在は世界60か国以上で約170社のグループ会社を展開している。
創業100周年となる2008年（平成20年）4月1日に、商号を大日本インキ化学工業株式会社からDIC株式会社に変更。
2009年（平成21年）10月1日、印刷インキ事業を分社化し、DICグラフィックス株式会社を設立する。
2016年、ブランドスローガン「Color & Comfort」を定めてブランディングをスタートし、同年10月より女優の吉岡里帆が出演する企業ブランドCMを放送している。
また、DICとその関連会社であるDICグラフィックスは経済産業省によって2018年度から2024年度に健康経営優良法人（ホワイト500）に認定されている。

### 社会貢献事業
社会貢献活動の一環として、千葉県佐倉市の総合研究所に隣接する敷地内でDIC川村記念美術館を運営している。

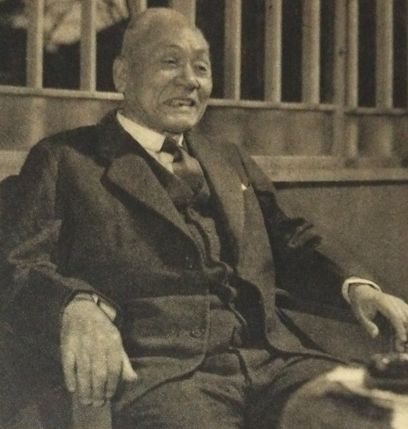
創業者、川村喜十郎（1880-1958）
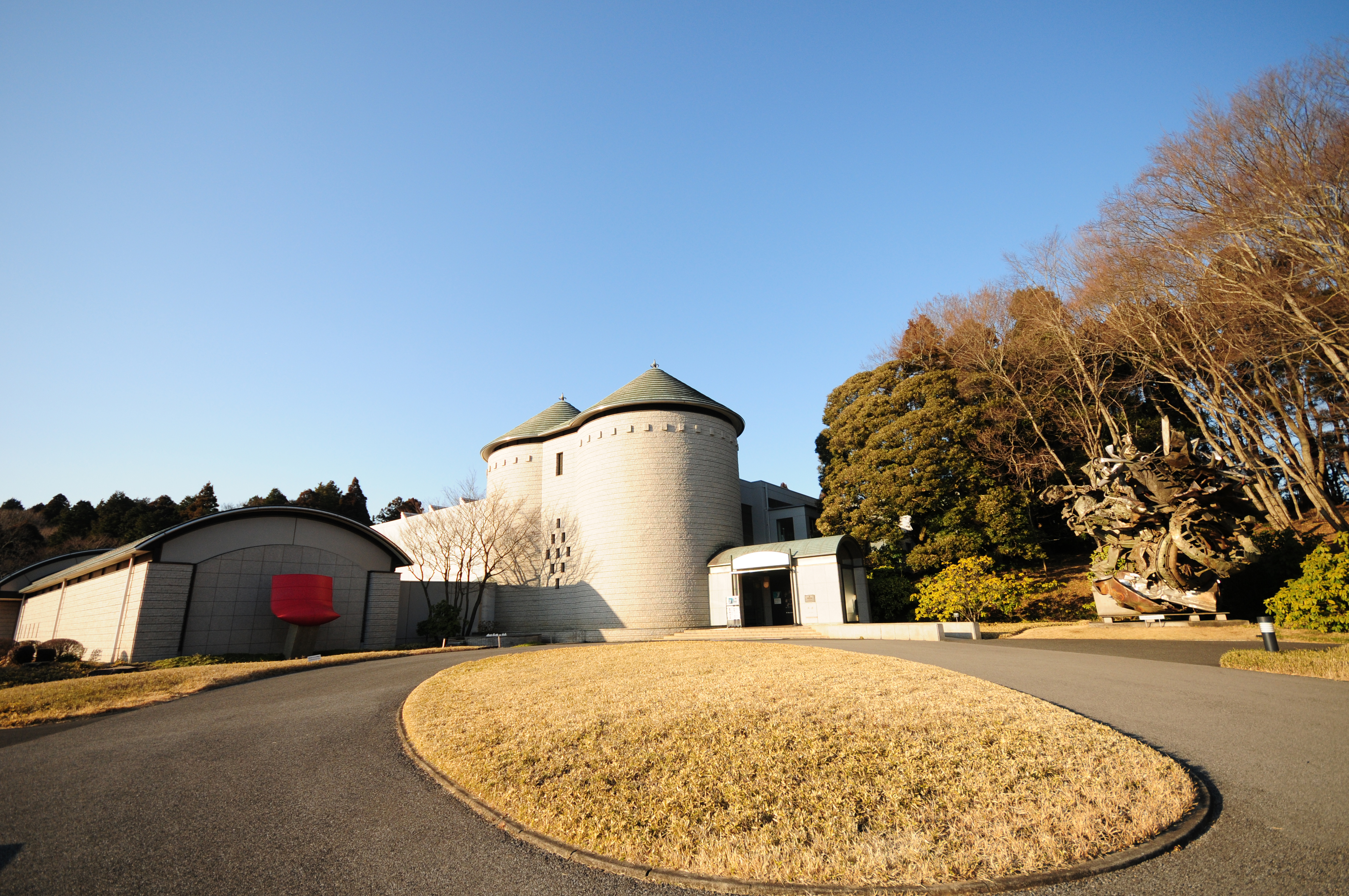
DIC川村記念美術館

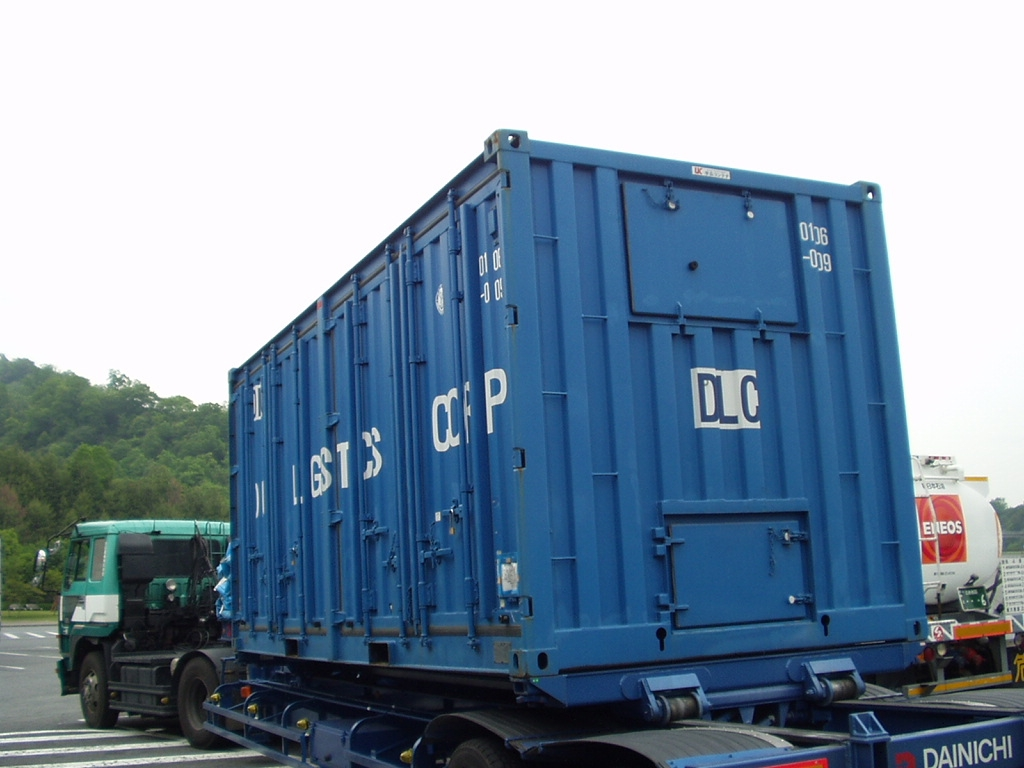
四日市工場から出荷されている20 ft型ドライコンテナ。（広島県福山市にて、2003年5月13日撮影。）DICの四日市工場のポリスチレンの年間生産量は21.8万トンを誇る[3]。

## 所在地
全国に工場や研究所を持っている。
- 本社 - 東京都中央区
- 大阪支店 - 大阪市中央区
- 名古屋支店 - 名古屋市中区
- 東京工場 - 東京都板橋区
- 千葉工場 - 千葉県市原市
- 鹿島工場 - 茨城県神栖市
- 埼玉工場 - 埼玉県北足立郡伊奈町
- 館林工場 - 群馬県館林市
- 小牧工場 - 愛知県小牧市
- 四日市工場 - 三重県四日市市
- 北陸工場 - 石川県白山市
- 堺工場 - 大阪府高石市
- 総合研究所 - 千葉県佐倉市
- DIC川村記念美術館 - 千葉県佐倉市

## 沿革
※ DICの歴史｜DICについて｜DIC株式会社（外部リンク）
- 1908年（明治41年）2月15日 - 川村インキ製造所として創業。
- 1912年（明治45年） 商号を川村喜十郎商店に変更。
- 1915年（大正4年）無機顔料の製造に成功。
- 1919年（大正8年）海外への進出を開始。（中国・漢口で代理店契約。）
- 1925年（大正14年）有機顔料の自給生産を開始、化学会社としての一歩を踏み出す。
- 1931年（昭和6年）インドネシアに進出。
- 1936年（昭和11年）ワニスの製造を開始
- 1937年（昭和12年）3月 - 大日本インキ製造株式会社を設立。
- 1939年（昭和14年）北京出張所を開設。
- 1940年（昭和15年）厳しい材料統制により、独自の水性グラビアインキを開発。
- 1950年（昭和25年）5月 - 東京証券取引所上場。

- 1952年（昭和27年）2月 - 合成樹脂技術の発展を目指し、Reichhold Chemicals Incorporated社と合弁による「日本ライヒホールド化学工業株式会社（JRC）」を設立。
- 1954年（昭和29年）米Sun Chemical社との技術提携契約を締結。
- 1957年（昭和32年）合成樹脂製品の急速な進展に向けて、原料から最終製品までの一貫生産体制を構築。
- 1958年（昭和33年）戦後初の海外拠点として香港出張所を開設。
- 1959年（昭和34年）樹脂着色剤、改質剤の生産を本格化。
- 1961年（昭和36年）10月 - 大阪証券取引所、名古屋証券取引所上場。
- 1962年（昭和37年）
  - 10月JRCを吸収合併、商号を大日本インキ化学工業株式会社（英文表記:Dainippon Ink and Chemicals, Inc）に変更。
  - オーストラリアのインキ製造会社へ技術供与。
- 1965年（昭和40年）シンガポールに駐在員事務所を設置。
- 1966年（昭和41年）ニューヨークに駐在員事務所を設置。
- 1968年（昭和43年）
  - 印刷の指標となる、DICカラーガイドの販売を開始。
  - 石油留分を有効活用する、純国産技術によるエポキシ樹脂の製法を開発。
- 1969年（昭和44年）
  - ポリスチレンの生産を開始。
  - 西ドイツにDICヨーロッパを設立。
- 1970年（昭和45年）
  - 包装用多層フィルム市場に参入。
  - 日本初の紫外線硬化型インキ「ダイキュア」を開発。
  - アメリカに DICアメリカ、香港にDIC香港を設立。
- 1973年（昭和48年）高性能・長寿命なネマティック型液晶を開発。
- 1978年（昭和53年）スピルリナ健康食品「リナグリーン」を発売。
- 1979年（昭和54年）年米 Polychrome社を買収により印刷製版材料市場に進出。
- 1980年（昭和55年）
  - PPSコンパウンドの生産を開始。
  - シドニーに駐在員事務所を設置。
- 1982年（昭和57年）フッ素系消火薬剤を開発。
- 1985年（昭和60年）ソウル駐在員事務所を開設。
- 1986年（昭和61年）12月 - 国際競争力の強化を目指して、Sun Chemical社グラフィックアーツ材料部門を買収。
- 1987年（昭和62年）米 Reichhold Chemicals社を買収。
- 1989年（平成元年）高機能中空糸膜の開発に成功。
- 1990年（平成2年）川村記念美術館を開館。
- 1996年（平成8年）ベトナムに駐在員事務所を開設。
- 1997年（平成9年）
  - 「家電リサイクル法」施行に向けて、家電メーカーの要求に合致した製品を提供。
  - 米 Eastman Kodak社との合弁出資により Kodak Polychrome Graphics（KPG）を設立。
- 1999年（平成11年）社会的な環境意識の高まりを反映する100％植物油インキを開発。仏 Totalfina社の印刷インキ事業部門（Coates）を買収。
- 2001年（平成13年）アジア・オセアニア地域の統轄会社としてDIC Asia Pacificを設立。
- 2002年（平成14年）
  - 中国・南通に印刷インキ・有機顔料用マザープラントを建設。
  - 中国・中山に塗料用樹脂プラントを建設。
- 2003年（平成15年）中国地区の統轄会社として迪愛生投資有限公司を設立。
- 2005年（平成18年）
  - 中国・張家港に樹脂・樹脂着色剤プラントを建設。
  - KPGから出資分を資本償還。
  - Reichholdグループを売却。

### 2008年 創業100周年を機に、DIC株式会社に社名変更
- 2008年（平成20年）4月1日 - 創業100周年を機に商号をDIC株式会社（ディーアイシー、英文表記:DIC Corporation）に変更。
- 2009年（平成21年）
  - 5月8日 - 大阪証券取引所、名古屋証券取引所上場廃止。
  - 10月1日 - 国内の印刷インキ事業を分社化、DICグラフィックス株式会社設立。
- 2010年（平成22年）液晶カラーフィルタ用グリーン顔料「G58シリーズ」を開発。
- 2012年（平成24年）
  - 中国・南通に環境対応パッケージ用インキのマザープラントを建設。
  - オーストリア工場の建設をはじめ、PPSコンパウンドの開発・生産拠点をグローバルに拡大。
- 2014年（平成26年）タイに印刷インキ技術センターを設立。
- 2015年（平成27年）
  - タイにポリマ技術センターを設立。
  - 日本橋に本社新社屋「ディーアイシービル」が完成。
  - ダウジョーンズ サステナビリティ インデックス アジアパシフィックの構成銘柄に初採用。
- 2016年（平成28年）
  - ブランドスローガン"Color & Comfort"を定め、ブランディングをスタート。
  - トルコにパッケージ用リキッドインキの新工場を建設。
- 2017年（平成29年）1月 - 太陽ホールディングス株式会社と資本業務提携契約を締結。
- 2021年（令和3年）6月30日 - ドイツBASF社から顔料事業（Colors & Effects事業）を買収。
- 2023年（令和5年）6月1日 - 半導体フォトレジストポリマの製造・販売を営むカナダPCAS Canada Inc.の全株式を取得。

## 関連会社
- DICカラーコーチング
- DICグラフィックス
- DICカラーデザイン
- DICプラスチック
- DICライフテック
- DIC北日本ポリマ
- DIC九州ポリマ
- DICマテリアル
- DICエステート
- DICデコール[注釈 2]
- DCカツヤ
- DIC EP
- 浜松DIC
- ディーアイシーコベストロポリマー
- 太陽ホールディングス
- キャストフィルムジャパン
- ワイディープラスチックス
- 日本エポキシ樹脂製造
- 日本ホルマリン工業
- オキシラン化学
- KJケミカルズ
- ルネサンス
- 星光PMC

## 不祥事
- 2013年に発売した泡消火薬剤「メガフォームIH-101-5」に関して、消防法に基づく型式試験において不正な行為があったことが、社内調査により判明した[6]。